# Komosa wielkolistna
Komosa wielkolistna (Chenopodiastrum hybridum (L.) S. Fuentes & al.) – gatunek rośliny z rodziny komosowatych. Występuje w całej niemal Europie i na obszarach Azji o klimacie umiarkowanym, a miejscami również o klimacie tropikalnym (w Indiach). Na terenie Polski jest dość pospolity, prawdopodobnie jest archeofitem.

## Morfologia

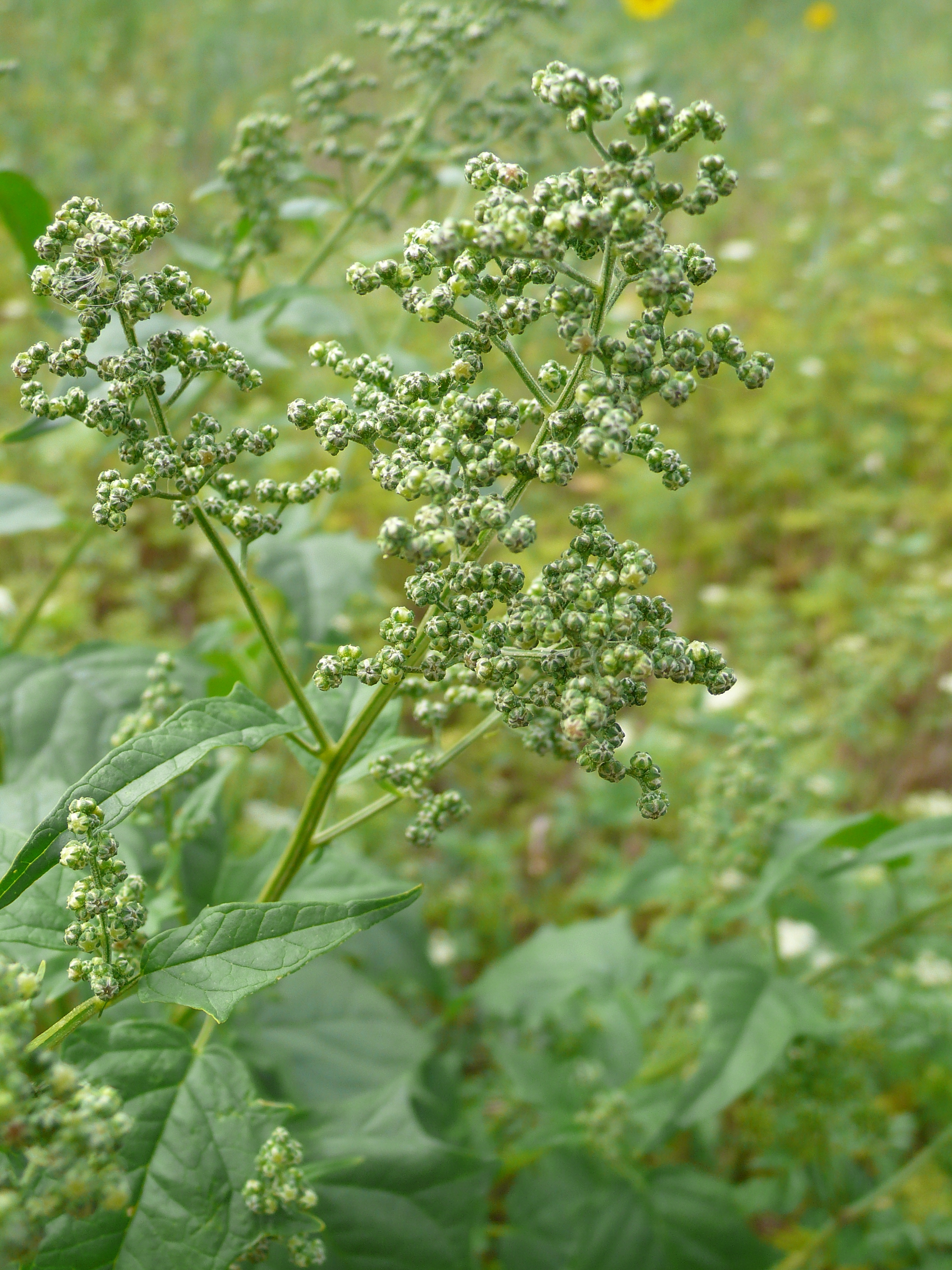
Kwiatostan

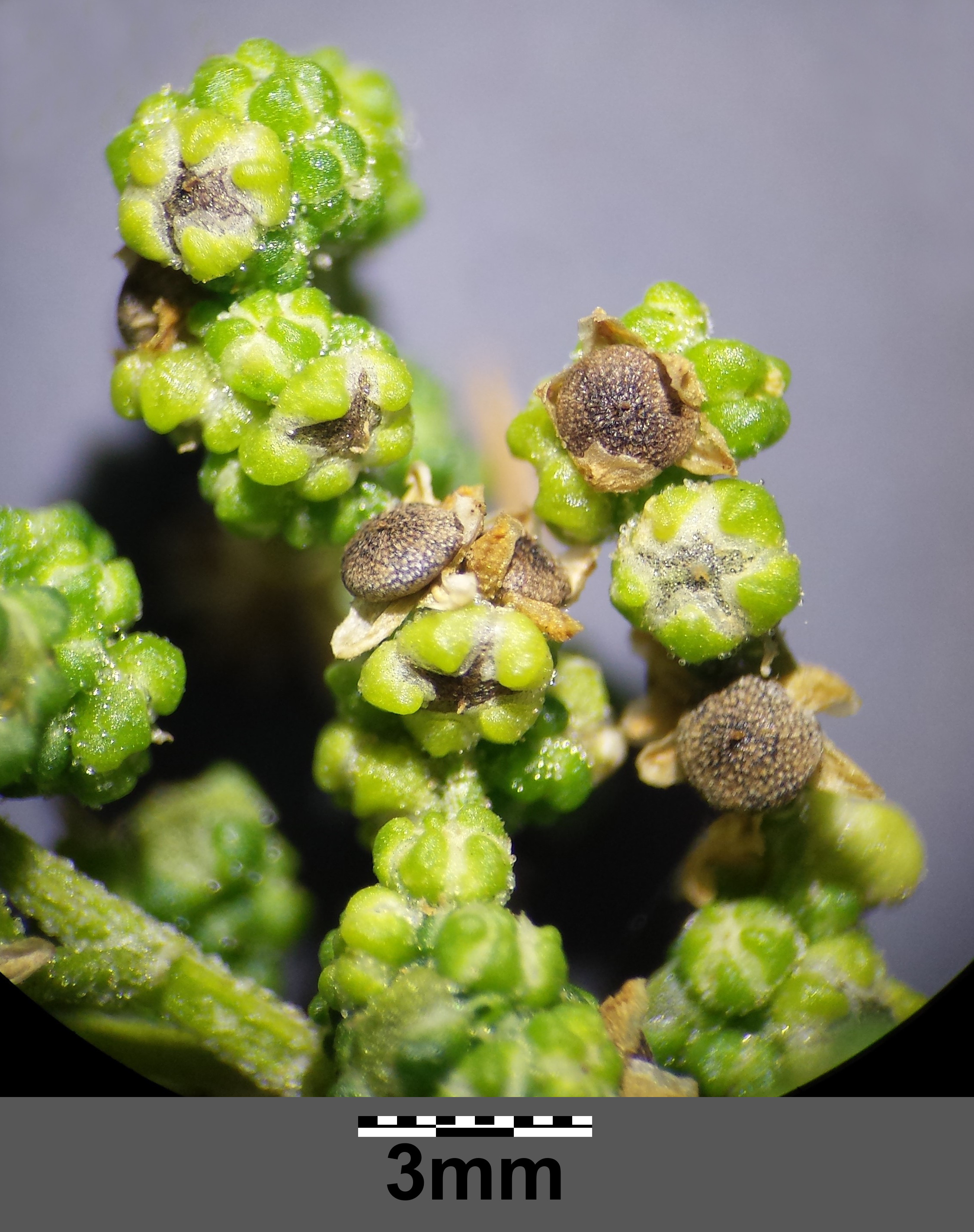
Owoce i nasiona

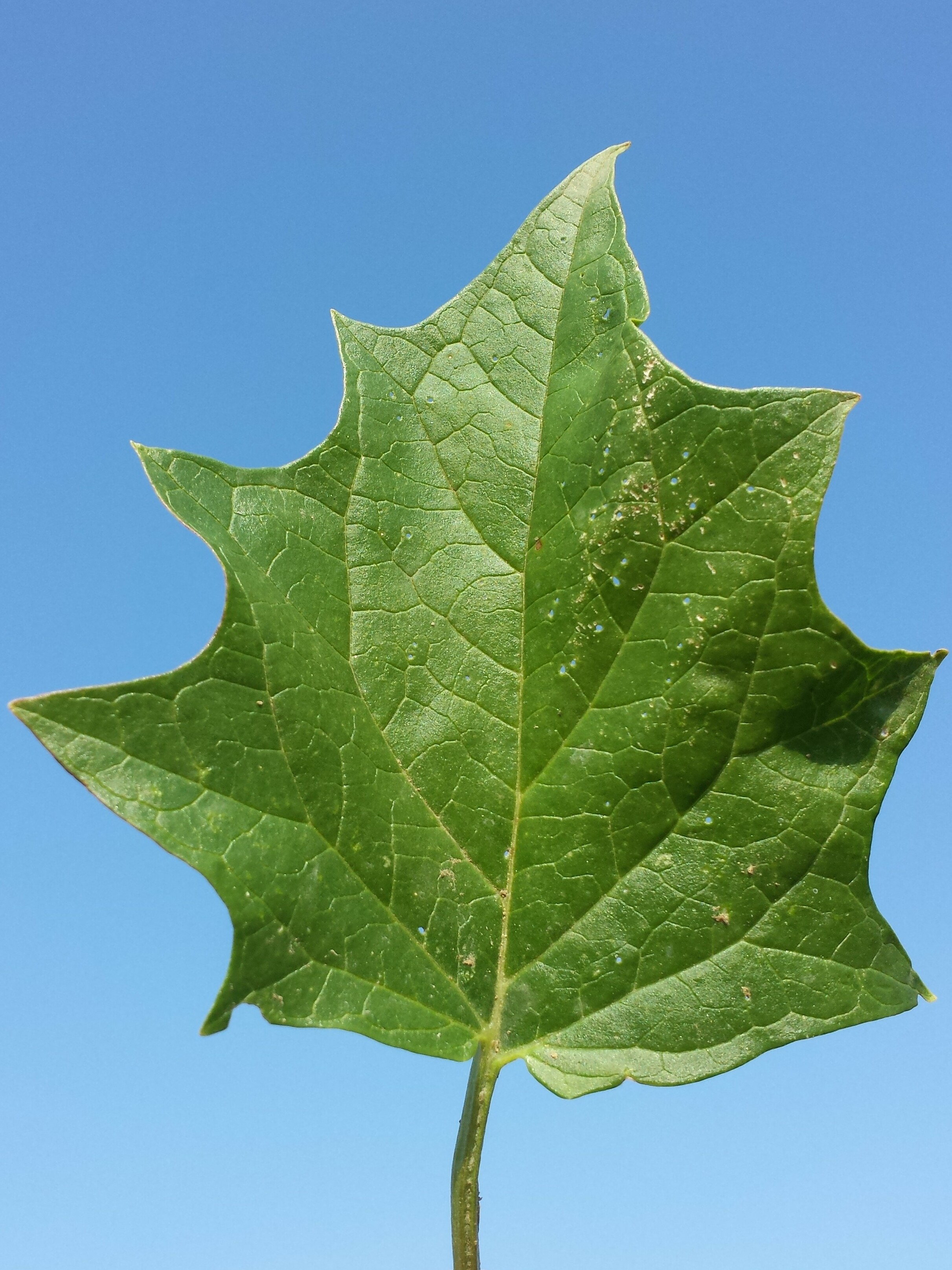
Kształt liścia

ŁodygaZwykle rozgałęziona, wysokości przeważnie 20-100 cm.
LiścieLśniące, dłoniasto 5-klapowe, zatokowo ząbkowane na brzegach. Są ciemnozielone i mają sercowatą nasadę.
KwiatyJednakowe, promieniste, 5-krotne, drobne, zebrane w bezlistną na szczycie wiechę. Słupki spłaszczone u góry.
NasionaDrobne orzeszki otoczone zmięśniałym okwiatem. Nasiona mają średnicę 1,1-2 mm i powierzchnię pokrytą dołkami o dość wyraźnych krawędziach.

## Biologia i ekologia
Roślina roczna. Kwitnie od lipca do września. Siedliska ruderalne. Gatunek wybitnie azotolubny. Rośnie na niżu na siedliskach ruderalnych, ale także na polach uprawnych (chwast).